# ESWE Verkehrsgesellschaft

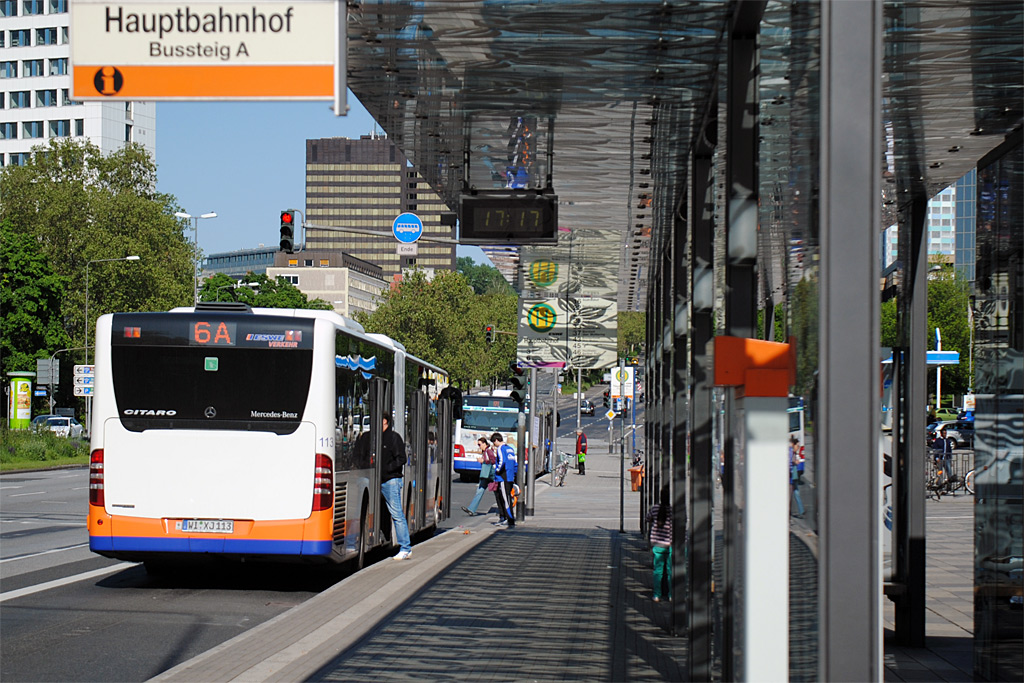
Ein Bus der Linie 6A am neugestalteten Bussteig A der Haltestelle „Hauptbahnhof“

Die ESWE Verkehrsgesellschaft mbH, kurz ESWE Verkehr, ist Wiesbadens kommunaler Verkehrsbetrieb, welcher für den öffentlichen Personennahverkehr in der Landeshauptstadt zuständig ist. Neben dem Stadtbusverkehr in Wiesbaden betreibt ESWE Verkehr auch die Nerobergbahn.
Die ESWE Verkehrsgesellschaft und die Mainzer Verkehrsgesellschaft sind die beiden Anteilseigner der Verkehrsverbund Mainz-Wiesbaden (VMW) GmbH. Darüber hinaus ist das Wiesbadener Verkehrsunternehmen Mitglied des Rhein-Main-Verkehrsverbund sowie über den VMW auch im Rhein-Nahe-Nahverkehrsverbund tätig.

## Geschichte
Der öffentliche Nahverkehr in Wiesbaden begann am 16. August 1875 mit einer Pferdebahn auf einer „eingleisigen Normalspur“ (Spurweite: 1.435 mm). Der erste Streckenverlauf der Pferdebahn führte von der Rheinstraße durch die Innenstadt ins Nerotal – diese Linienführung war der Ursprung der noch heute verkehrenden Buslinie 1. 1889 folgte eine zweite Pferdebahn und die erste Dampfstraßenbahn, die vom Biebricher Rheinufer bis ins Nerotal fuhr. Ab 1896 gab es eine elektrische Straßenbahn, die bis 1900 die Pferde- und Dampfbahnen ablöste. Den Straßenbahnbetrieb übernahm die Süddeutsche Eisenbahn-Gesellschaft. 1906 nahm die Straßenbahnlinie zwischen Wilhelmstraße und Dotzheim den Betrieb auf und wurde 1910 bis Bierstadt verlängert.
Bereits 1922 verkehrte als Vorbereitung für die Eingemeindung Schiersteins eine erste Buslinie zwischen der Wiesbadener Innenstadt und Schierstein, der Betrieb der verkehrenden Doppelstockbusse wurde jedoch schnell wieder eingestellt. Im Jahr 1929 wurden die „Städtischen Verkehrsbetriebe“ gegründet und mit diesen die ersten Buslinien eingeführt, welche nach und nach die Straßenbahnen der Süddeutschen Eisenbahn-Gesellschaft (SEG) ablösten. Im Jahr 1943 wurden die „Städtischen Verkehrsbetriebe“ in die ebenfalls städtischen Versorgungswerke eingegliedert um Kosten zu sparen. Von diesem Zeitpunkt an trat das Unternehmen als „Stadtwerke Wiesbaden Aktiengesellschaft“ auf und führte im Jahr 1970 die Kurzbezeichnung „ESWE“ ein. Die Buchstaben S und W werden hier seit einer Werbeaktion zur Modernisierung des Unternehmens in Lautschrift ausgeschrieben, also Es und We, sowie in Großbuchstaben gesetzt. Mitte der 1970er-Jahre wurden die Fahrzeuge in Anlehnung an die nassauischen Landesfarben unten orange und oben weiß lackiert. Auch das blaue ESWE-Logo findet sich seit diesem Zeitpunkt auf allen Bussen wieder. Im Februar 1985 wurde mit der Anschaffung der ersten Omnibusse des Typs Mercedes-Benz O 405 die heute noch aktuelle blau-orange-weiße Fahrzeuglackierung eingeführt.
1990 etablierte ESWE als zweite Stadt in Deutschland (nach Köln) einen Fahrgastbeirat. Dieser traf sich vierteljährlich und sollte die Interessen der Fahrgäste gegenüber dem Verkehrsbetrieb bündeln und vertreten. Gab es in der Anfangszeit nur sporadische Auftritte in der Öffentlichkeit, so verkauften ESWE Verkehr und der Fahrgastbeirat seit 2004 am Samstag vor dem Fahrplanwechsel gemeinsam die neuen Fahrpläne, wobei der Verkaufserlös jeweils einem „guten Zweck“ gestiftet wird. Seit 2011 gibt es die Nachfolge-Institution des FahrgastForum, welches sich alle zwei Monate trifft und zusätzlich ein Forum im Internet sowie etwa alle zwei Monate einen so genannten Expertenchat. Allerdings litt das FahrgastForum an mangelnder Nachfrage und schlief bereits nach einem Jahr ein, auch ein Expertenchat kam nur im ersten Jahr zustande. Übrig ist mittlerweile nur noch ein Forum mit bestenfalls mittelmäßiger Resonanz.
Im Jahr 2000 wurden die Verkehrsbetriebe aus der ESWE ausgegliedert und in eine eigenständige GmbH umgewandelt. Seitdem bestehen die ESWE Versorgungs AG als städtisches Energieversorgungsunternehmen und die ESWE Verkehrsgesellschaft mbH als Nahverkehrsunternehmen.
Am 1. Oktober 2004 begann die von der Wiesbadener Versorgungs- und Verkehrsholding (WVV) und der Hamburger Hochbahn (HHA) gegründete Wiesbadener Busgesellschaft mbH (WiBus). Die WVV hielt bei der Gründung 51 Prozent der Gesellschaftsanteile, die restlichen 49 Prozent die HHA. Ziel war, die Konkurrenzfähigkeit von ESWE Verkehr am Markt zu stärken, da die WiBus einem anderen Tarifvertrag unterliegt und ihren Beschäftigten deutlich geringere Gehälter zahlt. Diese Maßnahme wurde als Konsequenz der geänderten rechtlichen Rahmenbedingungen zur Vergabe von Verkehrsleistungen für notwendig gehalten. Mit der Betriebsaufnahme der WiBus endeten die Beauftragung der externen Subunternehmen Autobus Sippel, Papproth und Mester. Als Folge unterschiedlicher Auffassungen und der Planung der Hochbahn, deren Fremdbeteiligungen in die BeNex auszugliedern und wiederum 49 Prozent der BeNex zu verkaufen, beschlossen Ende 2007 die Wiesbadener städtischen Gremien den Erwerb der WiBus-Anteile der Hamburger Hochbahn, sodass sich alle Anteile der WiBus im Besitz der WVV befunden hatten. Eine weitere Schwestergesellschaft, die WTI (Wiesbaden Tours International), früher Betreiberin der blauen Kurautobusse und später viele Jahre lang neben anderen privaten Firmen als Subunternehmen tätig, ging im Herbst 2009 in die Insolvenz.
Mit dem 25. Juni 2014 wurde die Wiesbadener Busgesellschaft mbH (WiBus) in ESWE Verkehr Fahrbetrieb GmbH umbenannt und alle Anteile von der WVV auf ESWE Verkehr überschrieben.
Am 28. April 2015 beschloss der Magistrat der Landeshauptstadt Wiesbaden die vollständige Verschmelzung der ESWE Verkehrsgesellschaft mbH mit ihren bisherigen Tochtergesellschaften ESWE Verkehr Fahrbetrieb GmbH (EVFB, ehemals WiBus) und ESWE Verkehr Service GmbH (EVS), die entsprechend vollzogen wurde. Seit dieser Zeit sind wieder alle Mitarbeiter beim Mutterunternehmen beschäftigt.
Im Jahr 2016 erteilte die Landeshauptstadt Wiesbaden ESWE Verkehr erneut die Konzession, um das lokale Busnetz zu betreiben. Die Konzessionserteilung begann im Oktober 2017 und läuft für zehn Jahre.
Im Februar 2022 wurde bekannt, dass die Wiesbadener Staatsanwaltschaft seit dem Jahr 2021 gegen den ehemaligen Geschäftsführer Hermann Zemlin sowie den damals noch amtierenden Geschäftsführer Jörg Gerhard wegen des Verdachts der Untreue ermittelt. Konkret sollen diese Mitglieder des Betriebsrats unrechtmäßig begünstigt haben. Als Konsequenz wurde der damals noch im Amt gewesene Jörg Gerhard vom Aufsichtsrat als Geschäftsführer abberufen. Gleichzeitig wurden Stimmen aus dem Wiesbadener Rathaus laut, welche forderten, dass auch der Vorsitzende des Aufsichtsrats, der Verkehrsdezernent Andreas Kowol, seinen Posten verlässt.

## Linienverkehr
Nachfolgend aufgelistet sind alle Buslinien, die von der ESWE Verkehrsgesellschaft betrieben werden (Fahrplanstand 10. Dezember 2023).

### Taglinien
| Linie     | Verlauf |
| --------- | --- |
| 1         | Dürerplatz – Hauptbahnhof – Nerotal                                                                              |
| 3         | Nordfriedhof – Hauptbahnhof – Biebrich                                                                           |
| 4         | Dotzheim-Kohlheck – Hauptbahnhof – Biebrich                                                                      |
| 5         | (Rauenthal – Martinsthal – Oberwalluf – Niederwalluf) – Schierstein – Hochfeld – Erbenheim Nord                  |
| 6         | Nordfriedhof – Platz der Deutschen Einheit – Hauptbahnhof – Mainz-Kastel – Mainz – Münchfeld – Gonsenheim        |
| 8         | Steinberger Straße – Hauptbahnhof – Eigenheim/Bahnholz                                                           |
| 9         | Schierstein – Biebrich – Mainz Hauptbahnhof (– Bretzenheim)                                                      |
| 14        | (Carl-von-Linde-Straße)/Klarenthal – Hauptbahnhof – Biebrich                                                     |
| 15        | Gräselberg – Erbenheim – Nordenstadt/(Wallau – Delkenheim)                                                       |
| E16       | Naurod – Rambach - Sonnenberg Hofgartenplatz                                                                     |
| 16        | Rambach – Hauptbahnhof – Südfriedhof                                                                             |
| 17        | Klarenthal – Luisenplatz – Bierstadt                                                                             |
| 18        | (Schierstein Hafen) – Nordstrander Str. – Luisenplatz (– Sonnenberg)                                             |
| 20 AST 20 | Naurod – Bremthal – Niederjosbach                                                                                |
| 21        | Luisenplatz – Naurod – Medenbach                                                                                 |
| 22        | Berufsschulzentrum/Hauptbahnhof – Naurod (– Niedernhausen – Oberjosbach)                                         |
| 23        | Schierstein – Dotzheim – Bierstadt – Igstadt – Breckenheim                                                       |
| 24        | Frauenstein – Schelmengraben – (Helios HSK Augenklinik) – Wilhelmstraße – Bierstadt – Kloppenheim – Heßloch      |
| AST 24    | Schierstein – Frauenstein – Bestattungswald Terra Levis                                                          |
| AST 24    | Heßloch – Hockenberger Mühle – Auringen (verkehrt nur während der Sommerzeit)                                    |
| 26 AST 26 | Medenbach – Wildsachsen – Bremthal                                                                               |
| 27        | Dotzheim Schelmengraben / Helios HSK Haupteingang – Hauptbahnhof – Gartenfeldstraße – Freizeitbad/Velvetstheater |
| 28        | Nordfriedhof – Hauptbahnhof – Erbenheim/Domäne Mechtildshs. – Flugplatz – Kastel – Mainz                         |
| 33        | Tierpark Fasanerie – Fasaneriestraße – Hauptbahnhof – Mainz-Kostheim                                             |
| 34        | (Platz der Deutschen Einheit –) Hauptbahnhof – ELW/Unterer Zwerchweg                                             |
| 37        | Wielandstraße – Hauptbahnhof – Bierstadt – Erbenheim/Nordenstadt                                                 |
| 38        | Gymnasium Mosbacher Berg – Waldstraße – Biebrich                                                                 |
| 39        | Helios HSK Augenklinik Wiesbaden – Dotzheim – Biebrich                                                           |
| 43        | Breckenheim – Nordenstadt – Hauptbahnhof                                                                         |
| 44        | Luisenplatz — Nordenstadt — Wallau — Delkenheim                                                                  |
| 45        | Biebrich – Schierstein – Freudenberg – Hauptbahnhof – (Raiffeisenplatz)                                          |
| 46        | Wiesbaden Hauptbahnhof – Nordenstadt – Wallau – Massenheim – Hochheim                                            |
| AST 46    | Wallau – Massenheim – Hochheim/Wicker                                                                            |
| 47        | (Frauenstein – Schelmengraben) – Hauptbahnhof – Biebrich Carl-Bosch-Straße – Schierstein Zeilstraße              |
| 48        | Hochschule RheinMain – Nordenstadt/Wallau – Delkenheim – Hochheim                                                |
| 49        | Bierstadt - Südfriedhof - Hauptbahnhof – Kahle Mühle P+R – Helios Dr. Horst Schmidt Kliniken Wiesbaden           |
| 74        | Hauptbahnhof – Biebrich – Mainz – Hechtsheim – Mühldreieck P&R                                                   |

### Nightliner
| Linie | Verlauf |
| ----- | --- |
| N2    | Platz der Deutschen Einheit – Erbenheim – Nordenstadt – Wallau – Delkenheim                                                                                          |
| N3    | Platz der Deutschen Einheit – Hauptbahnhof – Biebrich – Parkfeld – Schierstein                                                                                       |
| N4    | Dernsches Gelände – Platz der Deutschen Einheit – Dotzheim – Schelmengraben – August-Bebel-Straße – Frauenstein                                                      |
| N5    | Hauptbahnhof – Platz der Deutschen Einheit – Dürerplatz – Klarenthal – Kohlheck                                                                                      |
| N7    | Platz der Deutschen Einheit – Hauptbahnhof – Südfriedhof – Erbenheim – Domäne Mechtlidshausen – Flugplatz – Kastel – Kostheim                                        |
| N9    | Dernsches Gelände – Platz der Deutschen Einheit – Waldstraße – Gräselberg – Schierstein                                                                              |
| N10   | Schlachthof – Gartenfeldstraße – Hauptbahnhof – Sonnenberg – Rambach – Naurod – Auringen – Medenbach                                                                 |
| N11   | Platz der Deutschen Einheit – Bierstadt – Heßloch – Kloppenheim – Igstadt – Breckenheim                                                                              |
| N12   | Dernsches Gelände – Platz der Deutschen Einheit – Loreleiring – Europaviertel – Sauerland – Dotzheim – Schierstein                                                   |
| N13   | Hauptbahnhof – Dernsches Gelände – Platz der Deutschen Einheit – Bismarckring – Sedanplatz - Dürerplatz - Schiersteiner Straße – Hauptbahnhof (einseitiger Rundkurs) |

Die Linie 6 verkehrt auch im Nightlinerverkehr.
Die Linien 6, 9, 28, 33, 74 und N7 sind konzessionsrechtlich Gemeinschaftslinien mit der Mainzer Verkehrsgesellschaft (MVG). Die gemeinsame Konzession gilt auch für die Linien 45 und 47, die jedoch seit der Sperrung der Schiersteiner Brücke im Jahr 2015 und mit dem Beginn des Neubaus der Brücke ausschließlich auf Wiesbadener Stadtgebiet verkehren. Obwohl ein Linienverkehr über die Brücke seit Dezember 2020 wieder möglich ist, wurde der verkürzte Linienweg der Linien 45 und 47 beibehalten. Dass die ursprüngliche Linienführung wieder von ESWE Verkehr bedient wird, ist momentan (Stand: Fahrplanwechsel 2022) nicht geplant. ESWE Verkehr stünde jedoch im Austausch mit der MVG über Verbindungen über die Schiersteiner Brücke. Die von der Mainzer Verkehrsgesellschaft betriebene Linie 74 verkehrt seit Dezember 2020 als Ersatz für die Linie 47 über die Schiersteiner Brücke nach Mainz. Mit dem Fahrplanwechsel im Dezember 2023 wurde die Linie 74 bis zum Wiesbadener Hauptbahnhof verlängert und ersetzt den Hauptteil der Fahrten der Linie 47 auf dem nahezu identischen Linienweg.

## Fuhrpark
Im Jahr 2017 wollte die damalige Geschäftsführung von ESWE Verkehr den kompletten Fuhrpark auf emissionsfreie Fahrzeuge umstellen. Das damals gesetzte Ziel, bis Ende 2022 keine Dieselfahrzeuge mehr zu betreiben, stellte sich im Frühjahr des Jahres 2022 als nicht erreichbar heraus. Neben Lieferproblemen von elektrisch fahrenden Gelenkbussen ist vor allem der fehlende Platz für Ladesäulen auf dem Betriebshof einer der Hauptgründe, weshalb anstatt Elektrobussen wieder Dieselbusse gekauft wurden. Das Verkehrsdezernat Wiesbaden geht im Juni 2022 davon aus, dass die zukünftig insgesamt etwa 175 Gelenkbusse frühestens innerhalb von zehn Jahren in Wiesbaden verkehren können und somit etwa erst im Jahr 2032 ein emissionsfreier Nahverkehr in Wiesbaden erreicht ist.

### Batterieelektrische Busse

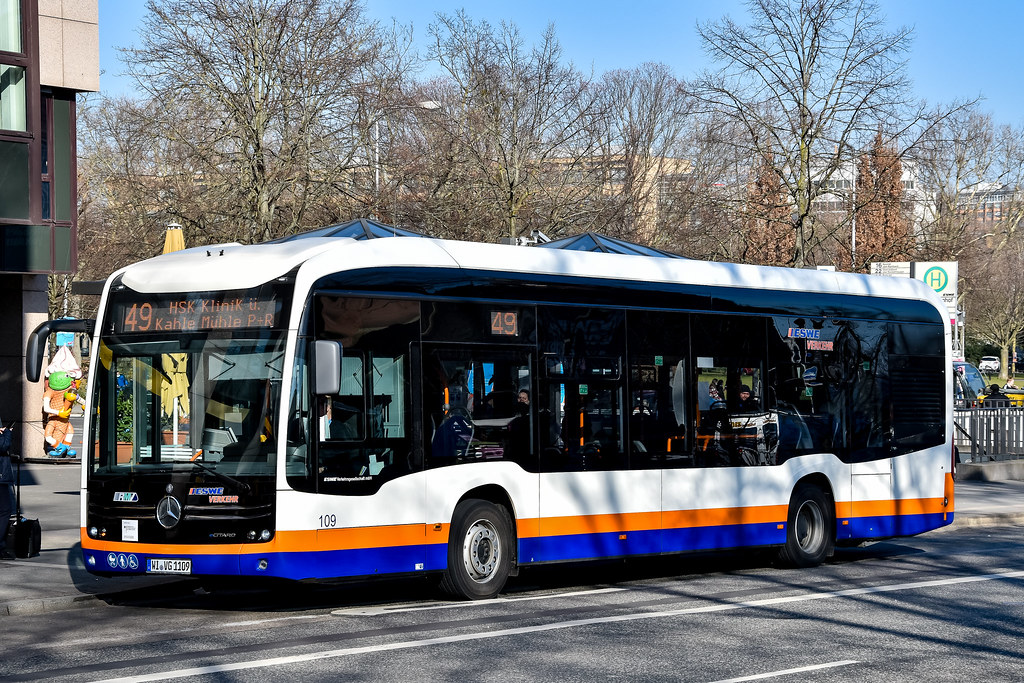
Ein eCitaro von ESWE Verkehr im Einsatz am Bussteig D der Haltestelle „Hauptbahnhof“

Anfang 2019 bestellte ESWE Verkehr insgesamt 120 Batteriebusse vom Typ Mercedes-Benz eCitaro, wobei die ersten Fahrzeuge seit Ende 2019 im Einsatz sind. Die Solowagen waren im Rahmen einer längeren Testphase zunächst auf den Linien 1 und 8 unterwegs, wurden danach aber auch auf anderen Linien eingesetzt. Bis Ende 2022 wurden alle 120 bestellten Elektrobusse an ESWE Verkehr ausgeliefert.
Im März 2025 wurde der erste elektrische Gelenkbus vom Typ Mercedes-Benz eCitaro G mit einer Kapazität von 686 kWh und einer Reichweite von ca. 200 km in Betrieb genommen.

### Brennstoffzellenbusse
ESWE Verkehr verfügte über zehn Brennstoffzellenbusse des Typs „H2.City Gold“ des portugiesischen Fahrzeugherstellers CaetanoBus. Das erste Fahrzeug wurde im September 2021 geliefert, die restlichen Fahrzeuge folgten bis Ende Dezember 2021. Seit Dezember 2021 fuhren die ersten beiden Brennstoffzellenbusse im Liniennetz von ESWE Verkehr. Aufgrund unzureichender Platzverhältnisse, technischer Probleme mit der Wasserstofftankstelle und des Fehlens von geeigneten Brennstoffzellen-Gelenkbussen, die aufgrund steigender Fahrgastzahlen erforderlich sind, wurde im Dezember 2022 die Einstellung des Betriebes der Brennstoffzellenbusse und der Ersatz durch dieselbetriebene Gelenkbusse angekündigt. Im März 2023 wurde das Ende des Wasserstoffprojekts endgültig beschlossen, die Fahrzeuge würden verkauft.

### Neroberg

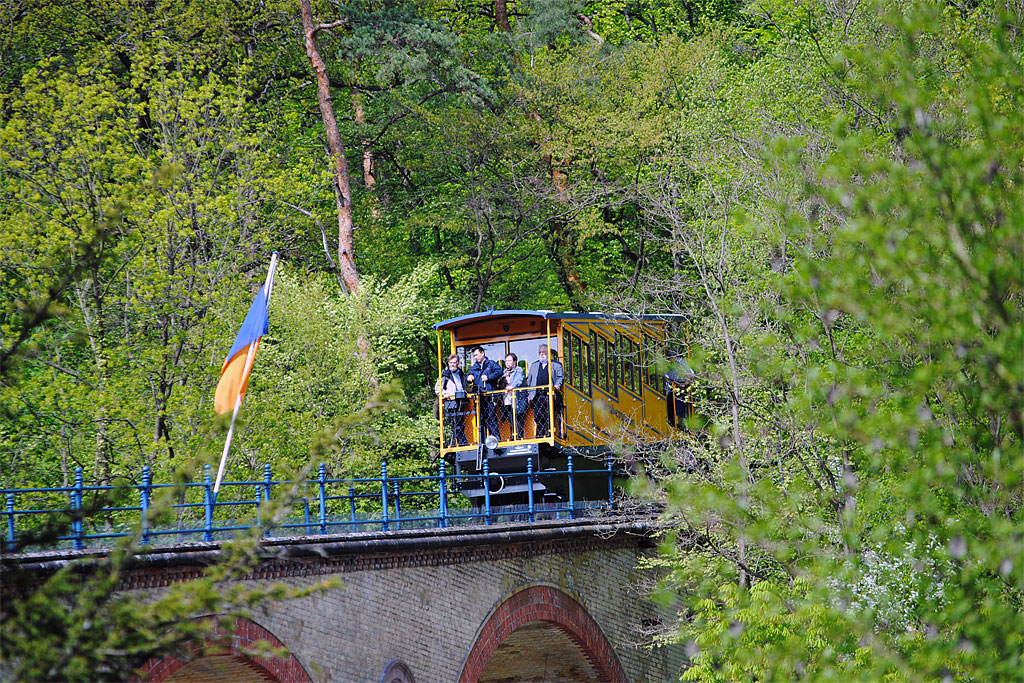
Eines der Wiesbadener Wahrzeichen: Die Nerobergbahn

Die mit Wasserballast bewegte historische Standseilbahn hinauf zum Neroberg, die Nerobergbahn von 1888, wird ebenfalls von der ESWE Verkehrsgesellschaft unterhalten und betrieben. Die Betriebszeit beginnt jährlich in der Karwoche und endet im Oktober.

### Oldtimer-Busse

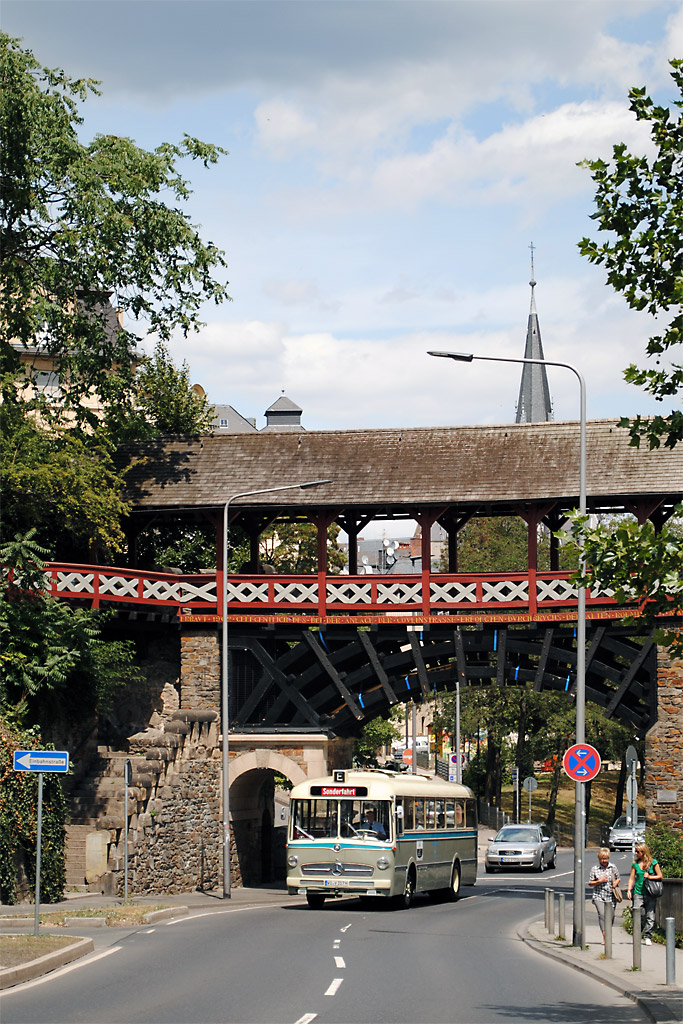
Oldtimer der ESWE Verkehr

Der von Grund auf in den Werkstätten der ESWE Verkehr restaurierte Oldtimer-Bus Mercedes-Benz O 317 (Fahrgestell, Aufbau: Vetter), Baujahr 1961, wird für Sonderfahrten eingesetzt und wurde lange Zeit ebenfalls zur Anmietung angeboten, bis dieses Angebot aus technischen Gründen eingestellt werden musste. Zur Anmietung steht jedoch ein weiterer Oldtimer-Bus vom Typ O 305 (Baujahr 1983) zur Verfügung. Die Fahrzeuge werden vom Oldiebus-Club Wiesbaden betreut.

## Besonderes

### ESWE-Fahrschule
Die unternehmenseigene Fahrschule von ESWE Verkehr ist eine vom TÜV zertifizierte und von der Agentur für Arbeit anerkannte Ausbildungseinrichtung.
Die Fahrschule von ESWE Verkehr bildet dort hauptsächlich die Fahrerlaubnis der Klasse D sowie die beschleunigten Grundqualifikation aus. Des Weiteren ist die Fahreraus- und Fortbildung für die Organisation und Durchführung der Weiterbildung für den Fahrdienst zuständig.

### Wasserstofftankstelle
Gemeinsam mit den Projektpartnern Mainzer Mobilität und traffiQ hat ESWE Verkehr im Jahr 2018 das Projekt H2 Bus Rhein-Main initiiert. Der Projektumfang umfasste den Bau einer gemeinsam genutzten Wasserstofftankstelle auf dem Betriebshof von ESWE Verkehr, die im Februar 2020 in Betrieb genommen wurde. Der zu tankende Wasserstoff sollte unter ausschließlicher Verwendung von Windenergie im Energiepark Mainz produziert werden. Aufgrund fehlender Fahrgastkapazitäten wurden beschlossen, auf die Wasserstoff-Solobusse zugunsten Beschaffung weiterer Gelenkbusse zu verzichten. Einige der Wasserstoffbusse des Typ Toyota Caetano H2CityGold 12M wurden an die Mainzer Mobilität verkauft. Die Wasserstofftankstelle verbleibt jedoch vorerst auf dem Betriebshof der ESWE Verkehr in Wiesbaden. Die Mainzer Mobilität betankt ihre H2-Busse in Wiesbaden, oft in Verbindung mit Fahrten auf der Linie 74.

### Autonomer Kleinbus „Wilma“
Im Februar 2020 startete ESWE Verkehr mit dem ersten Testfeld zur Erprobung autonom fahrender Kleinbusse. Bei dem zum Einsatz kommenden Fahrzeug, das „Wilma“ getauft wurde, handelte es sich um einen Kleinbus des Typs Navya Arma DL 3 aus dem Baujahr 2017. Das Projekt wurde nicht weiterverfolgt.

### Fahrradvermietsystem „meinRad“
Seit August 2018 betrieb ESWE Verkehr mit „meinRad“ ein eigenes Fahrradvermietsystem für Wiesbaden. Seit Mai 2022 pausiert das System auf unbestimmte Zeit, da eine Neuausrichtung bei ESWE Verkehr meinRad geplant ist. Ein Großteil der Fahrräder wurden von der Mainzer Monbilität meinRad übernommen.

### Sonstiges
ESWE Verkehr ist seitens der Stadt darüber hinaus mit einer Neuausrichtung des Parkraummanagements für Wiesbaden beauftragt.